# Caudomyces longicollis
Caudomyces longicollis är en svampart som beskrevs av Strongman 2007. Caudomyces longicollis ingår i släktet Caudomyces och familjen Legeriomycetaceae.   Inga underarter finns listade i Catalogue of Life.